# Beautiful world (FANATIC◇CRISISのアルバム)
『beautiful world』（ビューティフル・ワールド）は、FANATIC◇CRISISの通算8枚目のスタジオ・アルバム。2001年12月6日発売。発売元はSTOICSTONE。

## 解説
メジャー・デビュー後初のシングル未収録アルバム。同年には6月にもアルバム『POP』がリリースされ、1年にアルバムを2枚リリースするのは初。Shun単独作曲楽曲が収録されるのは、インディーズアルバム『MARBLE』以来5年ぶりである。

## 収録曲
全作詞:石月努
作曲:石月努（5・9以外）Shun（5・9）
全編曲:FANATIC◇CRISIS・神林義弘
1. beautiful world　[1:39]
2. 恋の匂い　[4:53]
3. ノクターン　[4:27]
4. フローズン　[5:25]
5. source　[1:50]
6. 真冬の花　[4:21]
7. white rush　[3:54]
8. ハッピーピープル　[4:50]
9. source (Piano)